# Діамантова рука
«Діама́нтова рука́» (рос. «Бриллиантовая рука») — радянська ексцентрична комедія, знята у 1968 році режисером Леонідом Гайдаєм. Один із найпопулярніших фільмів в історії радянського кіно. В Україні фільм транслювався на Інтер, 1+1 та СТБ до 24 лютого 2022 року.
Односерійний фільм складається з двох нерівних (друга значно коротша за першу, 5 хвилин проти 1 години 30 хвилин) «частин»: «Діамант майже не видно» і «Кістяна нога», друга починається з «Короткого змісту першої частини» зі швидкоплинним нечитабельним на екрані текстом. Сам фільм є плагіатом іншого фільму, який вийшов в 1965 році під назвою Бий першим Фредді та повторює його сюжет та прийоми, хоч і має деякі розбіжності.

## Сюжет

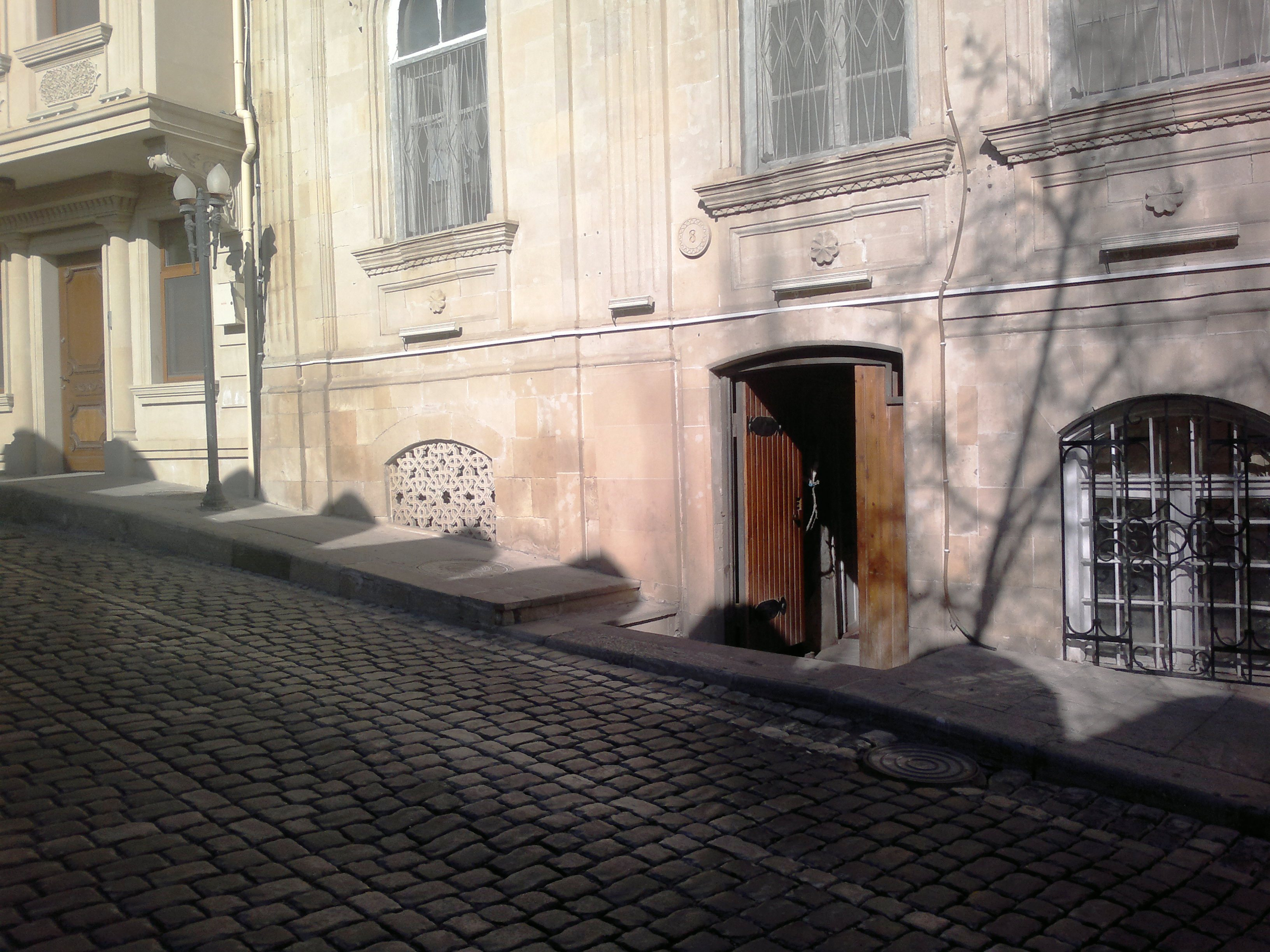
Місце в Ічері-шехері в Баку (вул. Кічік Гала), де була «аптека», біля якої Горбунков падає з криком «Чорт забирай!»

Старший економіст «Гіпрориби», зразковий сім'янин і чесний радянський громадянин, який раніше не був за кордоном, Семен Семенович Горбунков, вирушає у закордонну туристичну подорож на круїзному лайнері «Михайло Свєтлов». Одночасно в круїз, в одній з Горбунковим каюті, їде Геннадій Петрович (Геша) Козодоєв, відправлений за кордон зв'язковим. Під час круїзу Горбунков і Козодоєв стають приятелями. У східному місті на одній із глухих вулиць Геша відлучається, щоб отримати в аптеці партію контрабандних дорогоцінностей і в накладеному на руку гіпсі перевезти їх до СРСР, але зникає в лабіринті вулиць. Горбунков випадково опиняється саме біля тієї аптеки, сковзається на кавуновій кірці і отримує справжній вивих руки. Вимовлені ним при падінні слова «Чорт побери!» (рос. Чёрт побери!) випадково збігаються з паролем. Контрабандисти приймають Горбункова за зв'язкового, він же у півпритомному стані дає відвести себе до аптеки, де контрабандисти накладають йому гіпсову пов'язку, під яку ховають золоті та діамантові прикраси. Під час «лікування» Горбунков приходить до тями і крадькома бачить те, що відбувається. Справжній зв'язковий — Геша — з'являється біля аптеки вже після відходу Горбункова, і контрабандисти розуміють, що сталася помилка.
Горбунков ставить до відома капітана теплохода, і той обіцяє повідомити про все, «куди треба». По прибуттю Горбункова на Батьківщину, таксист, який везе його додому з порту, виявляється оперативним працівником — капітаном міліції Михайлом Івановичем, який і веде полювання на контрабандистів. Він пропонує Горбункову взяти участь у «лові на живця», де приманкою буде сам Горбунков, а міліція через нього вийде на контрабандистів. Семен Семенович погоджується.
Вже наступного дня контрабандисти, впевнені, що Горбунков нічого не знає про коштовності (як повідомили «аптекарі», він був непритомним), приступають до спроб зняти гіпс. Перший задум Шефа контрабандистів: Геша запрошує Горбункова на рибалку, де оглушує його і знімає гіпс. На риболовлі Льолик (колега Геші — другий контрабандист), перебуваючи з аквалангом під водою, насаджує на гачок донки Горбункова заздалегідь заготовлену рибу, тим самим відволікаючи його. Геша намагається оглушити Горбункова, але йому ніяк не вдається непомітно підкрастися і завдати удару. Несподівано Горбункову на гачок потрапляє сам Льолик. Горбунков, думаючи, що це велика риба, біжить за сачком і причіпляє донку за брючний ремінь Геші. У цей момент насаджений на гачок Льолик намагається відірватися і пливе в море на підводному буксирувальнику, тягнучи за собою Гешу. В результаті той потрапляє на маленький острівець, звідки йому тільки дивом вдається вибратися.
За новим планом Шефа контрабандистів Геша запросить Горбункова до ресторану «Плакуча іва» «відзначити премію», напоїть його, потім виведе на вулицю провітритися, де Льолик його оглушить і зніме гіпс. Однак і цей план провалюється: надмірно напившись, Горбунков підіймається на сцену ресторану і виконує «Пісню про зайців». Спроби Геші вивести його на вулицю перетікають в погром ресторану.
Коли п'яного Горбункова приносять додому, його дружина знаходить у нього пістолет і велику суму грошей, видані йому лейтенантом Володею. Вона думає, що її чоловіка завербували на Заході. Але, протверезівши, він почасти заспокоює її, стверджуючи, що виконує відповідальне «спецзавдання».
До «операції зі зняття гіпсу» Шефом залучена фатальна красуня Ганна Сергіївна. В комісійному магазині вона знайомиться із Семеном Семеновичем і запрошує його до готелю «Атлантика». Однак папірець з адресою Ганни Сергіївни, який випав із кишені Семена Семеновича, підбирає пильна сусідка Горбункова, кербуд Варвара Сергіївна Плющ. В готельному номері Ганна обпоює Горбункова вином зі снодійним, після чого виконує нескромний танець і роздягається до купальника. У вирішальний момент на ній лопається ліфчик, ґудзик від якого пробиває лампу. Зняти гіпс знову не вдається. Дружина Горбункова, яка стала свідком «любовної інтриги» і ображена уявною зрадою, йде з будинку разом з дітьми.
Оперативний працівник Михайло Іванович просить Семена Семеновича сказати його другові Геші, який вже перебуває під підозрою міліції, що післязавтра гіпс знімуть. В паніці Геша повідомляє про це Шефу.
Щоб не дати «клієнту» виїхати з гіпсом і коштовностями, наступного ранку Льолик з приклеєними вусами і в темних окулярах, під виглядом таксиста, раніше приїжджає до під'їзду Горбункова і везе його «на Дубровку», куди той зібрався до дружини та дітей. Але по дорозі з'ясовується, що Семен Семенович знає про коштовності. Після телефонної консультації з Шефом Льолик починає діяти «за знову затвердженим планом», згідно з яким, «Михайло Іванович дозволив зняти гіпс сьогодні, прямо на трасі», в старому гаражному комплексі. Через зайву балаканину Льолика, вже й Горбунков робить висновок, що цей «старший лейтенант міліції» насправді — один із контрабандистів. В гаражі у Льолика несподівано відклеюється накладний вус, і Горбунков його викриває, після чого наставляє на того пістолет. Льолик перехоплює зброю і стріляє в жертву. На щастя для Семена Семеновича, пістолет заряджений тільки холостими… Між ними починається бійка, в ході якої Горбунков замикає Льолика в одній із камер і вибігає на вулицю. Однак підоспілий Геша (за первинним планом, котрий чекав на дорозі, переодягнений у «бабусю», яка, сівши в таксі із Сенею, повинна була оглушити його ударом по голові) змушує його повернутися у гараж, де його чекає Льолик, який вибрався із замкненої камери, розсунувши прути ґрат. В ході гонитви гаражним приміщенням Геша і Льолик заганяють Горбункова у глухий кут.
Семен Семенович запускає автомийні пристрої, і на Льолика та Гешу звалюється шквал води. Скориставшись тимчасовим перепочинком, Семен Семенович вибігає з гаража і спрямовується в ліс, де зупиняє «Москвич-408» і просить водія відвезти його до міста. Водій нібито погоджується, але при цьому, чомусь відкривши капот і повозившись там, не поспішає їхати, виголосивши в числі іншого: «Куй залізо, не відходячи від каси» (рос. Куй железо, не отходя от кассы). Горбунков згадує, що цю фразу вимовив «таксист», коли віз його в таксі, цитуючи свого Шефа, нібито Михайла Івановича. Він розуміє, що цей водій і є Шеф. В цей момент з'являються Льолик і Геша, які прив'язують Горбункова і Шефа (алібі) до дерева, після чого знімають у Горбункова гіпс і тікають. Однак Горбунков раптово каже, що діамантів в гіпсі немає, що вони давно вже в міліції, при цьому викриваючи Шефа контрабандистів. Шеф криком зупиняє Гешу і Льолика, після чого вони втрьох засовують Горбункова в багажник автомобіля і відвозять. Тим часом Михайлом Івановичем, який розумів, що Горбунков в руках контрабандистів, був відправлений на його пошуки гелікоптер Мі-8. Після тривалих пошуків пілот гелікоптера засікає підозрілий автомобіль на шляху до державного кордону і з допомогою троса зачіпляє і підіймає його в повітря разом з Шефом, Гешою та Льоликом. В польоті багажник відкривається і Горбунков випадає з нього з висоти.
В останній сцені фільму Горбункова, тепер із загіпсованою ногою, разом зі щасливою родиною везуть на катері по морю, а після закінчення прогулянки його з пошаною з допомогою підйомного крана пересаджують з катера до автомобіля «ЗІС-110».

## У ролях
- Юрій Нікулін — Семен Семенович Горбунков, радянський службовець
- Ніна Гребешкова — Надя, дружина Горбункова
- Нонна Мордюкова — Варвара Сергіївна Плющ, керівниця будівництва (рос. управдом)
- Світлана Світлична — Ганна Сергіївна, фатальна білявка (озвучує Зоя Толбузіна)
- Анатолій Папанов — Льолик, контрабандист
- Андрій Миронов — Геннадій Петрович Козодоєв (Геша); «друг» Семена Семеновича; модель; контрабандист
- Станіслав Чекан — капітан (в кінці фільму — майор) міліції Михайло Іванович
- Володимир Гуляєв — Володя, лейтенант міліції / двійник Володі
- Євгенія Мельникова — Марія Миколаївна, ліфтерка-двірниця
- Андрій Файт — продавець лотерейних квитків та відвідувач ресторану «Біла верба» («Плакучая ива»)
- Микола Романов — «Шеф»; пенсіонер; контрабандист
- Григорій Шпігель — головний контрабандист у Стамбулі
- Леонід Каневський — контрабандист, що накладав гіпс
- Вікторія Островська[d] — повія у Стамбулі
- Серафима Холіна — ведуча показу мод
- Тетяна Нікуліна — гід
- Роман Філіппов — гість із Колими, Лодижинський Євген Миколайович
- Микола Трофимов — полковник міліції
- Аполон (Олександр) Ячницький — Екскурсовод Стамбулом
- Лев Поляков — капітан теплохода «Михайло Свєтлов»
- Герман Качин — журналіст у порті
- Ігор Ясулович — жилець, що вигулював собаку
- Олександр Хвиля — метрдотель Борис Савелійович, спільник контрабандистів
- Георгій Светлані — пенсіонер, помічник кербуда
- Олександр Козубський — Федя, офіціант і спільник контрабандистів
- Василь Купріянов — 1-й сержант міліції
- Віктор Уральський — 2-й сержант міліції
- Ігор Василенко — контрабандист в окулярах і з ковінькою
- Іван Жеваго — митник у порті
- Курбан Мазанов — регулювальник у Стамбулі
- Саша Лісютина — дочка Горбункових
- Мітя Ніколаєв — син Горбункових

### Актори, що не вказані в титрах
- Леонід Гайдай — голос алкоголіка, якого на мотоциклі відвозить міліція / «відірвана від тіла» рука, яка хапає за ніс Козодоєва в його кошмарному сні
- Максим Нікулін — хлопчик у морі
- Леонід Плешаков — похмурий тип біля входу в громадський туалет, який запитує: «Батечку, вогнику не знайдеш?» («Папаша, огоньку не найдётся?»)

## Знімальна група
- Автор сценарію: Морис Слободскої, Яков Костюковський, Леонід Гайдай
- Режисер-постановник: Леонід Гайдай
- Оператор-постановник: Ігор Черних
- Художник-постановник: Фелікс Ясюкевич
- Композитор: Олександр Зацепін
- Автор текстів пісень: Леонід Дербеньов
- Диригент: Емін Хачатурян
- Звукооператор: Євгенія Індліна
- Монтажер: Валентина Янковська
- Художник по костюмах: Костянтін Савицький
- Директор картини: Олександр Ашкіназі

## Цікаві факти
- Основа сюжету (контрабандисти і боротьба з ними) розходилася з реальністю — згідно з радянським законодавством, в країну можна було безперешкодно ввезти до 10 кг золота або золотих виробів, але будь-які операції фізичних осіб з валютними цінностями, в тому числі із золотом та дорогоцінним камінням, вважалися злочинами[2]. У липні 1961 року був прийнятий указ, який передбачав за деякі види так званих «валютних злочинів» у тому числі смертну кару[3][4].
- Як теплохід «Михайло Свєтлов» були зняті два судна: «Побєда» і «Росія». У сцені посадки на круїз в порту показано теплохід «Росія». Сцену, де Андрій Миронов співає пісню про Острів безталання, знімали на палубі теплоходу «Побєда».
- Головна роль Горбункова писалася виключно під Нікуліна. В «Союзцирку» Нікуліну дали відпустку на пів року, чого раніше ніколи не робилося.
- «Іноземна мова», якою розмовляють герої Каневського і Шпігеля — тарабарщина, придумана Каневським і Гайдаєм.
- За словами Ніни Гребешкової фразу «Шуба зачекає!», яку її героїня говорить в інтерв'ю радіорепортеру, вона придумала сама. Поштовхом до цього послужили реальні події: на «Мосфільм» були виділені дві автомашини, і за одну з них Гайдай розплатився грошима, відкладеними на шубу для дружини.
- Замість морозива в обличчя Миронову прилітає домашній сир, а кидав його не хлопчик, а помічник режисера.
- У ресторанній сцені згаданий Ладиженським Володя Тринкін — реальна людина, однокласник Леоніда Гайдая.
- Репліка капітана, який пропонував Горбункову коньяк, а також репліка самого Горбункова — можливо, відгук на статті про різні спиртні напої та культуру їх вживання, які публікувалися у ті роки в різних ЗМІ. Про ці статті критично відгукнувся письменник Микола Носов.
- Роль Анни Сергіївни, зіграна С. Світличною, була переозвучена на вимогу Гайдая — Зоєю Толбузіною. Своїм голосом у фільмі Світлична кричить єдину фразу «Не винна я, він сам прийшов!» (рос. Не виноватая я, он сам пришёл!).
- Роль спокусниці в купальнику пропонували Кларі Лучко, але та навідріз відмовилася, дізнавшись, що в кадрі потрібно бути напівголою.
- Під час зйомок сцени рибалки після чергового невдалого дублю, замерзлий Анатолій Папанов (температура води була близько +8 °C), висунувшись з води, крикнув на оператора «Ідіот, тьху!». Це було знято випадково, але Гайдай вставив епізод в картину. Але в епізоді він дивиться не на оператора. За спогадами доньки Папанова Олени, репліка адресовувалась не оператору, а комусь із техперсоналу.
- Роль хлопчика, що йде по воді і нагинається за вудкою, якому Геша дає копняка, виконував син Нікуліна Максим.
- З технічних причин в ті часи була відсутня можливість знімати під водою, тому всі сцени з Папановим на риболовлі робилися з допомогою манекена і невеликого басейну.
- Миронов відіграв свою сцену на острові так натурально, що на його «Врятуйте! Допоможіть! Матусю-ю-ю!» примчав справжній катер з рятувальниками.
- Автомобільний номер на таксі — «28-70 ОГО» — є бутафорським і зроблений з гумором: серія ОГ належала Оренбурзькій області і дійшла тільки до ОГЕ, а 28-70 — збільшена з 1962 року на 25 % (тому «ОГО») ціна півлітрової пляшки горілки «Московська» в старих карбованцях[5].
- Мосфільмівська «Волга» ГАЗ-21 стала знаменитим «таксі на Дубровку». Раніше ця ж машина знімалася у фільмі «Три тополі на Плющисі» Тетяни Ліознової і у «Стережись автомобіля» Ельдара Рязанова в ролі машини, на якій від гонитви тікав Дєточкін. Зараз цю «Волгу» можна побачити в музеї кіноконцерну «Мосфільм».
- Автомийку, де Горбункова затисли Геша і Льолик, спеціально побудували для зйомок фільму у центрі Сочі. Після зйомок її перевели у звичайну експлуатацію.
- У фільмі з'являється афіша з анонсом фільму Ельдара Рязанова «Зигзаг вдачі», в якому Микола Романов (шеф) зіграв покупця апельсинів.
- Пістолет, який лейтенант міліції Володя передає Горбункову — італійська «Беретта» моделі 1934 року.
- На руці у Геші і капітана корабля «Михайло Свєтлов» один і той же годинник. Це золотий Longines Андрія Миронова. З цим годинником і в тому ж самому «блискучому» костюмі А. Миронов в березні 1967 року як ведучий провів єдиний випуск телепередачі Кабачок «13 стільців».
- Семен Семенович оглядає в комісійному магазині бронзового коня, згодом ця скульптура помітна наприкінці 11-ї серії телефільму «Сімнадцять миттєвостей весни» режисера Тетяни Ліознової. Цього ж коня у фільмі Рязанова «Службовий роман» переносить головний герой Новосельцев. Також цей кінь був задіяний у фільмах «Ширлі-мирлі» і в стрічці «Мій ласкавий і ніжний звір» у кабінеті видавця.
- У фільмі ряд сцен відсилає до фільмів про Джеймса Бонда, яких радянські глядачі в ті роки бачити не могли. Сцена з капітаном корабля, де у пачці сигарет вбудований радіоприймач. Сцена, де «Москвич-408» летить, підчеплений гелікоптером, повторює аналогічну сцену з фільму «Живеш тільки двічі». У фільмі показано руку Шефа з величезним перснем, що відмикає/замикає замки на вхідних дверях; такий самий перстень можна бачити на руці Блофельда. А представлення Горбункова при знайомстві з Гешою: «Горбунков. Семен Семенович» нагадує представлення агенту 007: «Бонд. Джеймс Бонд».
- В кінці фільму гак підйомного крана б'є Семена Семеновича по шиї. Це не постановочна сцена — Юрій Нікулін дійсно отримав болючий удар, але стримався і, лише трохи стиснувши губи, дограв сцену. При озвучуванні фільму Гайдай додав звук удару. Через травму Нікуліну довелося відмовитись від зйомок сценарної кінцівки фільму, в якій Надя радує Семена Семеновича звісткою про прийдешнє поповнення в родині.

## Помилки у фільмі
- У сцені, коли Семен Семенович Горбунков наступає на кавунову кірку і падає, замість Юрія Нікуліна знімався Леонід Каневський. Це було пов'язано з тим, що Нікулін ніяк не міг влучити ногою в кавунову кірку, падіння виглядало неприродно. Підміна так і залишилася видною: на кірку наступає коричневий черевик, а вгору злітають ноги в чорних черевиках.
- У реальності Горбункову довелося б кооперувати не з міліцією, а з КДБ. Починаючи з травня 1959 року, саме ця служба розслідувала справи про контрабанду та порушення валютних операцій.
- Коли Геша, переплутавши усе на світі, дарує дружині Горбункова морозиво, а дітям — квіти, видно ескімо на паличці і дві червоні троянди. У наступному кадрі з'являється третя (біла) троянда, а морозиво стає кулеподібним і переміщується у вазочки.
- У фільмі інколи відбуваються «магічні» перевдягання. Після дебошу в ресторані п'яний Горбунков засинає у шкарпетках з ромбиками, а прокидається у шкарпетках без візерунку. Схожа невідповідність легко помітна і у сцені на мийці, коли герой Миронова з'являється в штанах, хоча перед цим він був одягнений у спідницю на голі ноги.
- У сцені, де Горбунков пізно ввечері спускається сходами і пояснює прибиральниці Марії Миколаївні, що направляється в чергову крамницю по хліб, вона стоїть на тлі шахти ліфта. Однак родина героя живе в панельному п'ятиповерховому будинку, у таких типових будинках ліфтів ніколи не було.
- Чимало питань має і будинок Горбункова. Герой живе на третьому поверсі третього під'їзду, але в дев'ятій квартирі, що є неможливим.
- Фраза «А в нас кербуд — друг людини!» (рос. А у нас управдом — друг человека!) з'явилася на етапі озвучування фільму. Під час зйомок Мордюкова замість «кербуд» (рос. управдом) говорить «людина» (рос. человек) (це чітко видно по губах). У сцені розмови з Горбунковою кербуд каже «не здивуюся, якщо дізнаюся, що ваш чоловік таємно відвідує синагогу!» (рос. не удивлюсь, если узнаю, что ваш муж тайно посещает синагогу!). При озвучуванні синагога замінена на коханку.
- Мотоцикл Геші Козодоєва — «Ява-350» з коляскою. Однак замість характерного тріскотіння двотактного двигуна використали звук чотиритактного мотора важкого мотоцикла.
- Машиною шефа є експортний «Москвич-408». Проте в ресторані шеф хвалиться придбанням нової моделі автомобіля, але на той момент новою моделлю вважався «Москвич-412».
- В момент падіння Сені із багажника добре видно, що в салоні нікого немає, хоча насправді там буянять троє злочинців.

## Пісні
- «Острів безталання» («Остров Невезения»), співає Андрій Миронов
- «Пісня про зайців» («Песня про зайцев»), співає Юрій Никулін
- «Поможи мені» («Помоги мне»), співає Аїда Ведищева